# Dinastia de Lambakana
La dinastia de Lambakana fou una casa reial de Ceilan que va governar l'illa en dos períodes diferenciats i mitjançant dues branques.
La primera dinastia de Lambakanna va durar del 66 al 436 i la va iniciar Vasabha, cap del clan Lambakana, quan va agafar el tron en el lloc del darrer rei de la dinastia Vidjaya, Subha. Va acabar amb la invasió dels Pandya de 436 dirigida per Pandu, que van ocupar el poder i van posar fi al regnat de Mittasena. Els tàmils van tenir sis reis i després (463) va agafar el poder la dinastia Moriya, derivada de la primera dinastia de Lambakana, que va durar fins al 691.
La segona dinastia de Lambakana va durar del 691 al 1017. La va fundar Manavanna (691-726) que era fill de Kassapa I i descendent del rei Silameghavanna (614-623). Va durar fins al 1017 quan els Chola van envair l'illa i el rei Mahinda V va fugir a Ruhuna.